# 美国参与的政权更迭 (冷战之前)
美国参与的政权更迭包括公开或秘密的旨在更改、更替、延续外国政权的行为。自19世纪以来，美国政府公开或秘密地参与和干预了多个外国政府的更替。19世纪下半叶，美国政府主要在拉丁美洲和西南太平洋地区发起政权更替行动，包括美西战争和美菲战争。20世纪初，美国在世界许多国家塑造或扶持了政府，包括邻国巴拿马、洪都拉斯、尼加拉瓜、墨西哥、海地和多米尼加共和国。
二战期间，美国帮助推翻了许多纳粹德国或大日本帝国的傀儡政权，例如菲律宾的、韩国的、中国东部的和欧洲大部分的政权。美国军队也帮助结束了阿道夫·希特勒在德国的统治和贝尼托·墨索里尼在意大利的统治。

## 早于1887年的干預

### 1805年：的黎波里塔尼亞
美國一直在與奥斯曼帝国之的黎波里塔尼亚（北非的一個奧斯曼帝國殖民地，通過帕夏間接統治）交戰，以阻止他們俘獲美國船隻並奴役來自美國的船員。美國的海上封鎖并未使的黎波里帕夏优素福·卡拉曼利投降，美国遭受了多次军事失利，於是決定嘗試新戰術。湯馬斯·傑弗遜任命威廉·伊顿为指揮官，率軍從亞歷山大港進入的黎波里塔尼亞，意圖令卡拉曼利被流放的兄弟哈梅特·卡拉曼利（Hamet Karamanli）成為新的帕夏。伊顿的部队由美国士兵、雇佣兵和哈梅特的部下所组成。他率部参与德爾納戰役，并取得胜利佔領了德尔纳，使战争转为对美国有利。迫於壓力，优素福会见了美国务院外交官，并同意釋放奴隸以換取贖金。尽管伊顿提出了抗议，但协议还是通过了。政治没有发生变化，哈梅特也被迫返回了埃及。威廉·伊顿感到被这个决定背叛了。

### 1846－1848年：吞併德克薩斯及入侵加利福尼亞
美國吞併了德克薩斯共和國，當時墨西哥認為它是屬於自己的一個叛乱省。在隨後的與墨西哥的戰爭中，美國入侵並吞併了加利福尼亞。

### 1865－1867年：墨西哥
趁美國爆發內戰時，法國等國入侵墨西哥討債。法國隨後任命哈布斯堡王子馬西米連諾一世為墨西哥皇帝。內戰結束後，美國開始支持贝尼托·胡亚雷斯（根据自由党1857年宪法，自1858年以来一直担任临时总统，并在法国入侵之前，于1861年当选为总统）的自由黨，反對馬西米連諾的勢力。美國開始向反對勢力投送武器，許多美國人也与胡亚雷斯并肩作战。最終，胡亞雷斯和自由黨奪回了權力，並處決了馬西米連諾一世。美国反对它并援引了门罗主义。威廉·亨利·苏厄德后来说：“门罗主义八年前只是一种理论，现在已成为不可逆转的事实。”随着自由党的胜利，墨西哥在复兴共和国时期恢复了民主，直到1876年的军事政变。美国没有承认这场政变，直到1878年。

## 1887－1912：美國擴張主義和老羅斯福政府
19世纪后半叶，美國聯邦政府发动的政权更替行为主要位于拉丁美洲和西南太平洋，其中包括了美墨戰爭、美西战争、美菲战争等一系列战事。20世纪伊始，美国开始在全球改造或者扶植亲美政权，其中包括巴拿马、洪都拉斯、尼加拉瓜、墨西哥、海地、多米尼加等美国的邻国。

### 1887－1889年：薩摩亞
在1880年代，薩摩亞是一個君主制國家，有两个对立的王位宣称者：马列托阿·劳佩帕和马塔法·约瑟夫。美國、德國和英國支持了萨摩亚群岛不同的王位宣稱者，這场对抗導致了1887至1889年的萨摩亚危机，并演变为薩摩亞內戰。列强最终同意让劳佩帕成为国王。列强撤出后，内战一直持续到1894年，最终劳佩帕巩固了其权力。第二次萨摩亚内战之后，美國取得了東薩摩亞的控制權，並一直統治至今。

### 1893年：夏威夷王國
1893年1月17日，居住在檀香山的美國僑民發動政變，推翻了利留卡拉尼女王的政權，美國海軍陸戰隊非法入侵王國支持叛亂分子。夏威夷最初被重組为独立的夏威夷共和國，但美国的最终目标是将其併入美國，并于1898年达成。

### 1898－1902年：古巴
緬因號的爆炸沉沒成為美西战争的導火線，1898年美國入侵並佔領了當時由西班牙統治的古巴。美国有许多人不想吞并古巴，并通过了《泰勒修正案》来禁止吞并。在战争结束后的1898至1902年，古巴第一次被美国占领，并由军事总督伦纳德·伍德管理。在美國的控制下，古巴憲法加入了普拉特修正案，美國可以隨時干預未經其批准的政府，迫使古巴接受美國的影響，並限制古巴建立外交關係的能力。佔領後，古巴和美國在1903年簽署了《古美關係條約》，進一步确认了普拉特修正案的條款，導致古巴實際成為美國的附庸國。

### 1900年：中國
1856年第一次英法聯軍侵華後，西方列強開始瓜分中國，咸豐帝被迫簽訂《天津條約》，割地或允许外國勢力在國內建立租界。同時外國人深入內地傳教，與中國本土宗教及文化產生的衝突日益嚴重。加上傳教士及租界政府多次袒護教民，以此排斥其他當地居民，引發民眾對外國人的反感。最終在1900年義和團運動爆發，中國陷入內亂，義和團大肆攻擊西方人及基督徒。整個運動並無嚴密的組織或統一的領袖，而是一場自發的群眾运動，慈禧太后對此事的態度也多次反覆。最終，俄羅斯帝國、德意志帝國（佔領後才到）、法兰西第三共和国、美利坚合众国、大日本帝國、奧匈帝國、義大利王國和大不列顛及愛爾蘭聯合王國八國組建八国联军遠征天津和北京，引發八國聯軍之役。

### 1903年：巴拿馬
1821年，巴拿馬宣布脫離西班牙獨立後，被說服加入西蒙·玻利瓦爾领导的大哥倫比亞共和國。然而，由於巴拿馬遠離波哥大政府，而且與大哥倫比亞其他地區之間沒有實際的陸上連接，因此巴拿馬與該國南部其他地區的聯繫一直很脆弱。在接下来的82年里，巴拿马有超过80次，试图与哥伦比亚分离。1903年，美国协助巴拿马从哥伦比亚共和国分离，具体执行策划的是一个由巴拿马运河公司支持的巴拿马派系。该公司是一家法美合资公司，目标是修建穿越巴拿马地峡的水道，从而连接大西洋和太平洋。
1903年，美国与哥伦比亚签署了《海-赫兰条约》，允许美国使用巴拿马地峡，作为对千日战争的经济赔偿。但哥伦比亚参议院希望得到更多资金，因此拒绝批准该条约。西奥多·罗斯福总统非常愤怒，并被说服，而鼓励巴拿马的叛军，以寻求脱离哥伦比亚而独立。叛军于1903年11月宣布独立，并与美国签署了一项条约。于是，巴拿马运河区建立，成为美国控制下的非合并领土。美国直到1999年才将该地区归还巴拿马。

### 1903－1925年：洪都拉斯
從1898年美西戰爭結束之后，到1934年睦鄰政策開始之前，美國對中美洲和加勒比地區進行了多次入侵和軍事干預。這些干預被稱為「香蕉戰爭」，這是因為美國軍事干涉的目的是出於經濟性質及自身在該地區的商業利益，而這些地區盛產香蕉、煙草、甘蔗等產品，美國為了確保美國公司壟斷這些產業，以軍事及政治干擾直接或間接控制了這些國家。
洪都拉斯是標準的「香蕉共和國」，被美國的聯合果品公司和標準果品公司控制，國家經濟組成也因此變得極為單一，美國人更控制了宏都拉斯全國土地和鐵路。1903年，美国入侵了洪都拉斯，旨在颠覆，而不是维护其政权。美国海军陆战队经常打这些战争，他们在1921年，根据经验，编写了一本名为《小型战争的战略与战术》手册。有时，海军也会提供炮火支援，陆军也会派遣部队。美國在1903年（支持曼努埃尔·博尼利亚的政变）、1907年（支持博尼利亚抵御尼加拉瓜支持的政变）、1911和1912年（支持米格尔·R·达维拉政权免被起义推翻）、1919年（内战期间的维和，并建立了弗朗西斯科·博格兰看守政府）、1920年（支持博格兰政权避免总罢工）、1924年（支持拉斐尔·洛佩斯·古铁雷斯的政变）及1925年（支持米格尔·帕兹·巴拉奥纳的民选政府）都对洪都拉斯进行了軍事干涉，以维护美国的利益。

### 1906－1909年：古巴
美國結束第一次佔領後，哈瓦那共和黨的埃斯特拉达·帕尔马成為古巴第一任總統。在1905年的选举中他没有碰到对手，成功連任，但自由党指責他選舉舞弊，自由党和共和党之间的战斗开始了。由於局勢緊張，帕爾馬在1906年9月28日辞职，此后不久其政府垮台。美国國務卿威廉·霍華德·塔夫脫在西奥多·罗斯福的批准下，援引了《普拉特修正案》和1903年的条约，入侵並再次佔領了古巴。在佔領期間，該國將由查爾斯·愛德華·馬貢統治。他们监督了1909年何塞·米格尔·戈麦斯的当選，之後美軍撤出了古巴。

### 1909－1910年：尼加拉瓜
1906年，自由党成员何塞·桑托斯·塞拉亚在總統选举中获得连任，但遭到了由布盧菲爾茲市長胡安·何塞·埃斯特拉達所領導的保守黨的反對，并导致了“埃斯特拉达叛乱”（Estrada rebellion）。保守黨與美國企業達成協議，若美國企業為叛亂提供財政援助，在推翻總統後會給予經濟上的利益。美國企業因此參與叛亂，並希望獲得美國政府的支持。美国之所以支持保守党势力，是因为塞拉亚曾试图与德国或日本合作，修建一条贯穿该国的新运河。因为美国控制着巴拿马运河，因此不希望美洲以外的其它国家来竞争。本来美国只想进行秘密支持，但尼加拉瓜布卢菲尔兹一个美国理事会的托马斯·P·莫法特（Thomas P Moffat）进行了公开支持，于是美国国务卿菲兰德·C·诺克斯推动了直接干预。当时，有两名美国人因加入保守党而被塞拉亚处决。看到此机会，美国直接参与了叛乱，并派遣军队在加勒比海岸登陆。1909年12月14日，塞拉亞在美國的壓力下被迫辭職，逃離尼加拉瓜。塞拉亚在逃亡之前，与自由议会一起选择了何塞·马德里斯来领导尼加拉瓜。美国拒绝承认马德里斯。保守党最终击败了自由党，并迫使马德里斯辞职。随后，埃斯特拉达成为总统。美国将托马斯·克莱兰·道森作为特工派往尼加拉瓜，并决定举行的任何选举都会让自由党掌权，而让埃斯特拉达成立一个制宪会议来选举他自己。1910年8月，埃斯特拉达在同意美国的某些条件后，获得美国的承认，成为尼加拉瓜总统。在此次干预之后，美国与尼加拉瓜于1911年6月6日签署了条约。作為回報，保守黨允許美國在尼加拉瓜實行金元外交，該政策確保了美國對尼加拉瓜整個國家經濟的控制。

## 1912－1941：威爾遜政府、一戰及战间期

### 1912－1933年：尼加拉瓜
在埃斯特拉達叛亂後，自由黨和保守黨之間的衝突仍在繼續，並已經威脅到美元外交下的美國投資。艾斯特拉达在戰爭部長路易斯·梅納的胁迫下辞职，保守党的副总统阿道尔弗·迪亚斯接任新總統。迪亚斯與美國結盟，受到了尼加拉瓜民眾和梅納的反对。梅納迫使內閣任命自己接替迪亞斯，但美國不承認這一決定。因此，迪亚斯宣布自己为尼加拉瓜总统，而梅纳则领导自由党反抗迪亚斯。
塔夫脫政府派軍隊進入並佔領了尼加拉瓜。威爾遜政府上台後，他們延長了驻军期限，並完全控制了該國的財政和政府，留下了一支全副武裝的使團。美国总统卡尔文·柯立芝从该国撤军，留下一个使团，和阿道尔弗·迪亚斯一起掌管该国。叛军最终占领了城镇，于是在使团与迪亚斯的请求下，美军在离开几个月后就返回了尼加拉瓜。美国政府与奥古斯托·塞萨尔·桑地诺领导的反抗军作战。1933年，因為大蕭條使得美國难以负担在尼加拉瓜的驻军费用，富兰克林·罗斯福将美軍从该国撤出。第二次干预尼加拉瓜成为美国历史上最长的战争之一。美国让索摩查家族掌权，该家族于1934年杀害了桑地诺。

### 1913－1919年：墨西哥
在墨西哥革命期间，美国驻墨西哥大使亨利·莱恩·威尔逊在背后支持了1913年的政变。政变罢黜并暗杀了在1910年大选中当选的改革派总统弗朗西斯科·马德罗，导致了维多利亚诺·韦尔塔的军事统治，但美国并不认可韦尔塔。后来，在1914年4月，美国军队入侵韦拉克鲁斯并占领了7个月，促使韦尔塔下台，并恢复了由贝努斯蒂亚诺·卡兰萨领导的政府。1916年晚些时候，美国由北部边境入侵墨西哥，试图消灭潘乔·比利亚及其革命军队。

### 1915－1934年：海地
美國從1915年到1934年曾佔領海地。美國的銀行曾向海地放貸，由於貸款回收問題銀行要求美國政府干預。美國使用「炮舰外交」的思想，派出海軍恐嚇海地。最終在1917年，在美國主導下海地成立了一個新政府，并對海地憲法進行了修改，終止了之前禁止非海地人擁有土地的法令，以符合美國公司的利益。卡科人最初是前奴隶武装的民兵组织，在1804年海地革命之后，他们掀起叛乱并控制了山区。这些组织进行游击战，以反对美国的占领，史称“卡科战争”。

### 1916－1924年：多米尼加共和國
美國海軍陸戰隊於1916年至1924年入侵並佔領了多米尼加共和國，此前美國曾在1903年、1904年和1914年對該國進行过軍事干預。美國海軍将其人員安插到多米尼加政府的所有關鍵岗位上，並控制了多米尼加的軍隊和警察，几天后，總統胡安·伊西德羅·希門尼斯被迫辭職下台。

### 1917年：哥斯达黎加
哥斯达黎加是拉美唯一一个在20世纪从未有过长期独裁政府的国家。在此期间仅有过一次独裁，当时哥斯达黎加总统阿尔弗雷多·冈萨雷斯·弗洛雷斯试图增加对富人的税收，之后战争部长费德里科·蒂诺科·格拉纳多斯在1917年对冈萨雷斯发动了政变，之后的独裁统治只持续了两年。由民主党总统伍德罗·威尔逊领导的美国政府不承认蒂诺科的统治，并帮助反对派在几个月的战争后迅速推翻了蒂诺科。

### 1917－1919年：德意志帝國
在齐默尔曼电报被公开后，美国于1917年4月6日加入第一次世界大战，向君主制的德意志帝国宣战。威尔逊政府要求德国投降、德皇退位，并建立一个德意志共和国。伍德罗·威尔逊提出了美国的政策，以“让世界民主和安全”。德国于1918年11月11日投降。德皇威廉二世于1918年11月28日退位。尽管美国并没有批准1919年的《凡尔赛条约》，但其中的很多内容都来自于美国。条约要求将德皇威廉二世从政府中除名，但却从未进行过这种尝试。德国将成为自由民主制的魏玛共和国。美国于1921年签署了美國－德國和约，巩固了此前其它协约国国家与其达成的协议。

### 1917－1920年：奧匈帝國

1917年12月7日，美国在第一次世界大战中向君主制的奥匈帝国宣战。奥匈帝国于1918年11月3日投降。奥地利成为了共和国，并在1919年签署了《圣日耳曼条约》，有效地拆解了奥匈帝国。该条约不允许奥地利与德国统一。尽管美国对该条约产生了很大影响，但美国并没有批准它，而是在1921年签署了《美奥和约》，以巩固他们之间的新边界和地位。在短暂的内乱之后，匈牙利成为了没有君主，而是由摄政王统治的君主制国家。匈牙利于1920年与协约国而非美国签署了《特里亚农条约》。他们在1921年签署了《美匈和约》，以巩固了他们之间的地位和边界。

### 1918－1920年：俄國

1918年，美军参加了协约国武装干涉俄国内战，以支持俄国白军并推翻布尔什维克。威尔逊总统同意派遣5,000美国陆军参战。这支部队被称为“美国北俄罗斯远征军”（又名北极熊远征队，Polar Bear Expedition），从阿尔汉格尔斯克发动了北俄罗斯战役；而另外的8,000名士兵组成了美国西伯利亚远征军，从海参崴发动了西伯利亚干涉。这支部队于1920年撤出。

## 第二次世界大战及其后续

### 1941年：巴拿馬
1940年，阿里亚斯成为巴拿马总统。虽然美国当时尚未参战，但与轴心国的紧张局势正在加剧。美国知道，一旦卷入战争，（这很可能，而且后来确实发生了。）巴拿马运河将具有重要的战略意义，并担心阿里亚斯掌权。美国曾要求巴拿马政府允许其在巴拿马运河区内外建造130多座新的军事设施，巴拿马政府拒绝了美国的出价。1941年10月，美国政府利用其早先训练过的、在巴拿马国民警卫队中的人脉，来支持针对巴拿马政府的政变。1941年10月，阿努尔福·阿里亚斯·马德里领导的首届巴拿马政府在政变中被推翻，阿里亚斯逃离该国。政变的领导人和美国政府的盟友里卡多·阿道夫·德拉瓜迪亚·阿朗戈成为总统，直到1945年民主政府回归。

### 1941－1952年：日本

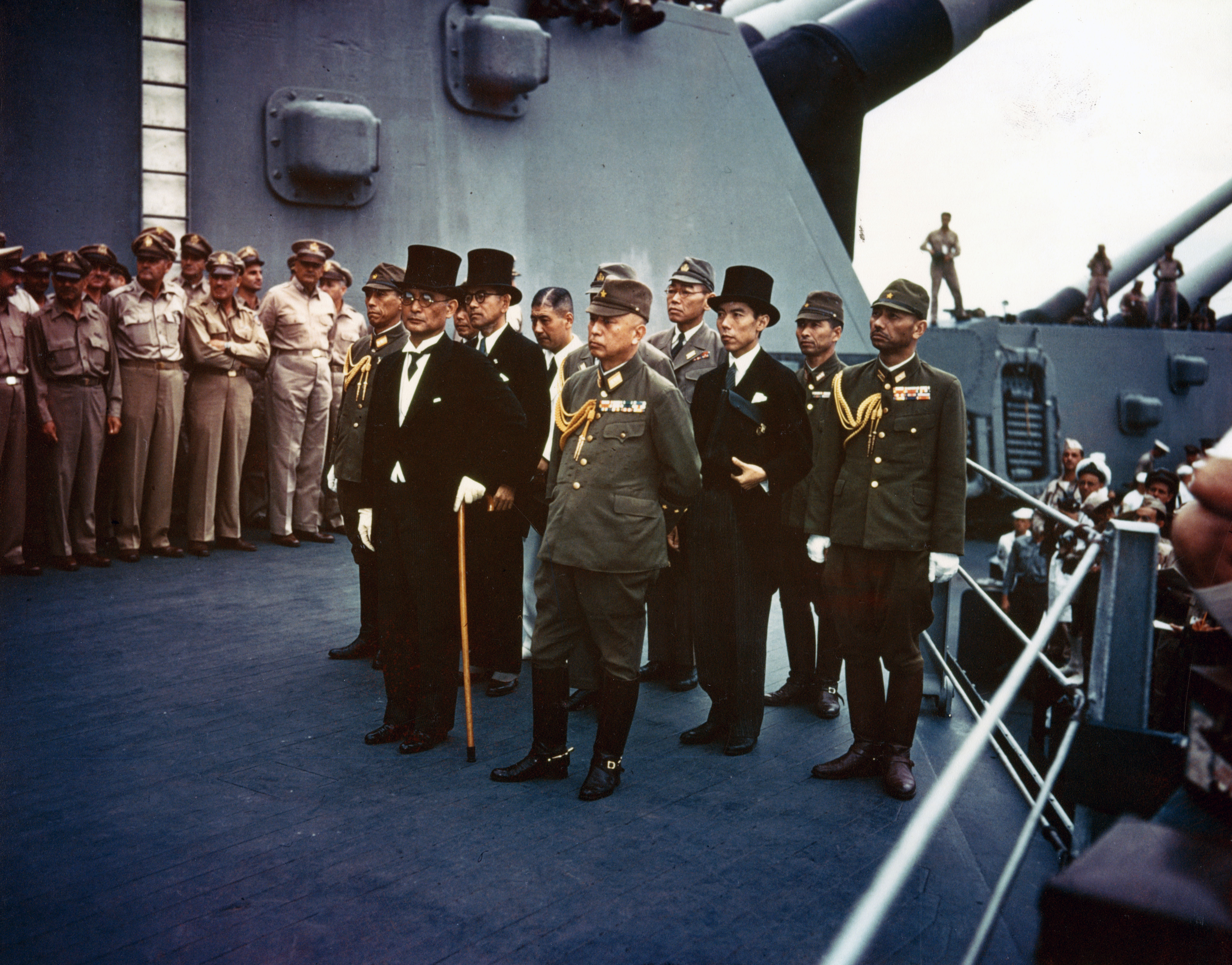
日本帝国的代表站在密苏里号战列舰上，准备签署投降书。

1941年12月，美国加入了二战中的同盟国，对君主制的日本帝国作战。盟军胜利后，由美国将军道格拉斯·麦克阿瑟指挥的盟军占领了日本。1946年，日本国会批准了新的日本宪法，该宪法基本上就是麦克阿瑟命令的翻版，并作为对旧的普鲁士式明治宪法的修正案而颁布。该宪法放弃了侵略战争，也明确了日本生活中许多领域的自由化。在使大多数日本人的生活自由化的同时，盟军审判了许多日本战犯，也处决了一些战犯，但赦免了裕仁天皇家族。旧金山和约之前，结束了占领。
二战期间，美国在入侵冲绳后，设立了琉球列岛美国军政府。根据与日本政府的条约（天皇的旨意），琉球列岛美国民政府在1950年接管并统治了冲绳及琉球群岛其它地区，直到1972年。在此“托管统治”期间，美国建立了许多军事基地，包括操作核武器的基地。许多当地居民反对美国的统治，掀起了反对美国统治的琉球独立运动。

### 1941－1949年：德國
1941年12月，美国加入了盟军反对法西斯独裁政权纳粹德国的战争。美国参与了盟军对德国西部的占领和去纳粹化。前纳粹分子受到了不同程度的惩罚，这取决于美国对其所犯罪行的评估。美国将军德怀特·艾森豪威尔最初估计此过程需要50年。根据前纳粹分子的犯罪程度，其惩罚也不等，从罚款（对罪责最小的人），到禁止从事除体力劳动外的任何工作，再到监禁甚至死刑（对最严重的罪犯，比如那些在纽伦堡审判中被定罪的）。例如在1947年底，盟军拘留了90,000名纳粹分子；另有1,900,000人被禁止从事除体力劳动外的任何工作。
随着德国人对德国承担的责任越来越多，他们开始推动去纳粹化进程的结束，并得到了美国人的允许。1949年，德意志联邦共和国成立，并负责去纳粹化。这是一个独立的自由民主的国家，也被称为西德。对于大多数前纳粹分子来说，这一进程随着1951年通过的大赦法而告终。去纳粹化的最终结果是，在西德建立了议会民主制。

### 1941－1946年：意大利
1943年7至8月，美国参与了西西里岛战役，由乔治·巴顿中将率领美国第七军做先锋，超过2000名美军丧生。美国也由此发起了意大利战役，并最终击败了贝尼托·墨索里尼及其纳粹德国盟友的法西斯政权。墨索里尼被国王维托里奥·埃马努埃莱三世下令逮捕，引发了内战。国王任命佩特罗·巴多格里奥为新总理。巴多格里奥通过禁止国家法西斯党剥夺了法西斯统治的最后要素，随后与盟军签订了卡西比尔停战协定。意大利在半岛以外的军队已经崩溃，其占领和吞并的领土落入了德国的控制之下。意大利于1943年9月3日向盟军投降。该国北半部在意大利法西斯的帮助下被德国人占领，并成为合作主义的傀儡国家；而南部则由君主主义势力统治，作为意大利联合交战陆军，为盟军事业而战。不同政治意识形态的游击队（许多人曾是意大利皇家军队的士兵）在意大利各地活动。罗马于1944年6月被占领。1945年4月，意大利游击队解放委员会（Italian Partisans' Committee of Liberation）宣布总起义。1945年4月28日，贝尼托·墨索里尼被意大利游击队处决，两天后阿道夫·希特勒自杀，德国人投降。其后反法西斯的总理快速接班，1946年5月在位仅一个月的国王翁贝托二世退位，1946年意大利政体公投结束了君主制并开启了如今的意大利共和国，天主教民主党赢得1946年意大利大选。

### 1944－1946年：法國

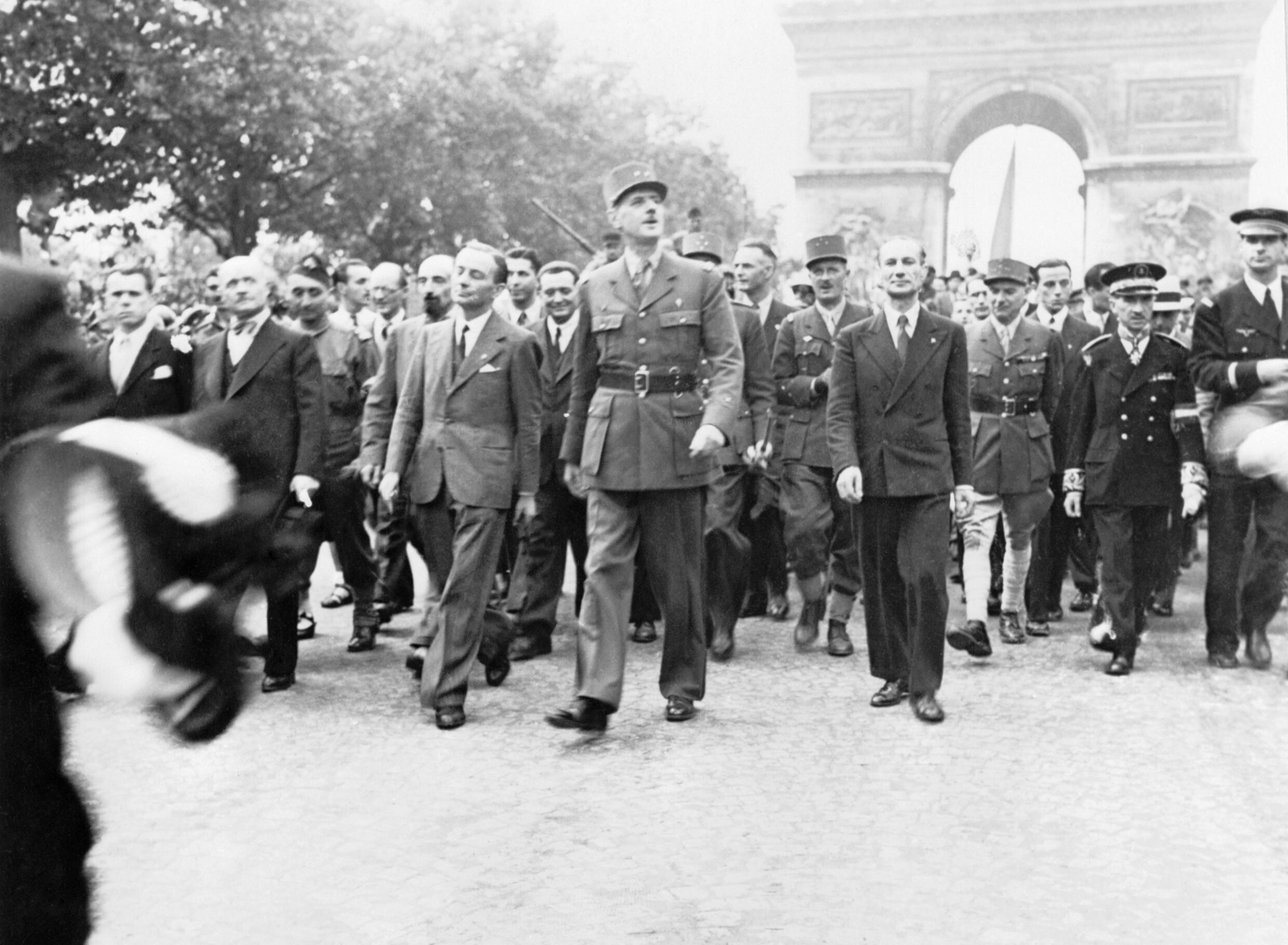
1944年8月25日，巴黎解放后，戴高乐将军及其随从自豪地沿着香榭丽舍大街漫步到巴黎圣母院，参加赞美颂仪式。

英国、加拿大和美国军队是古德伍德行动和眼镜蛇行动的重要参与者，领导了一场军事突破，结束了纳粹对法国的占领。解放巴黎实际上是由法国军队完成的。法国人于1944年组建了法兰西共和国临时政府，进而在1946年成立了法兰西第四共和国。
直到今天，仍在定期庆祝法国解放。

### 1944－1945年：比利時

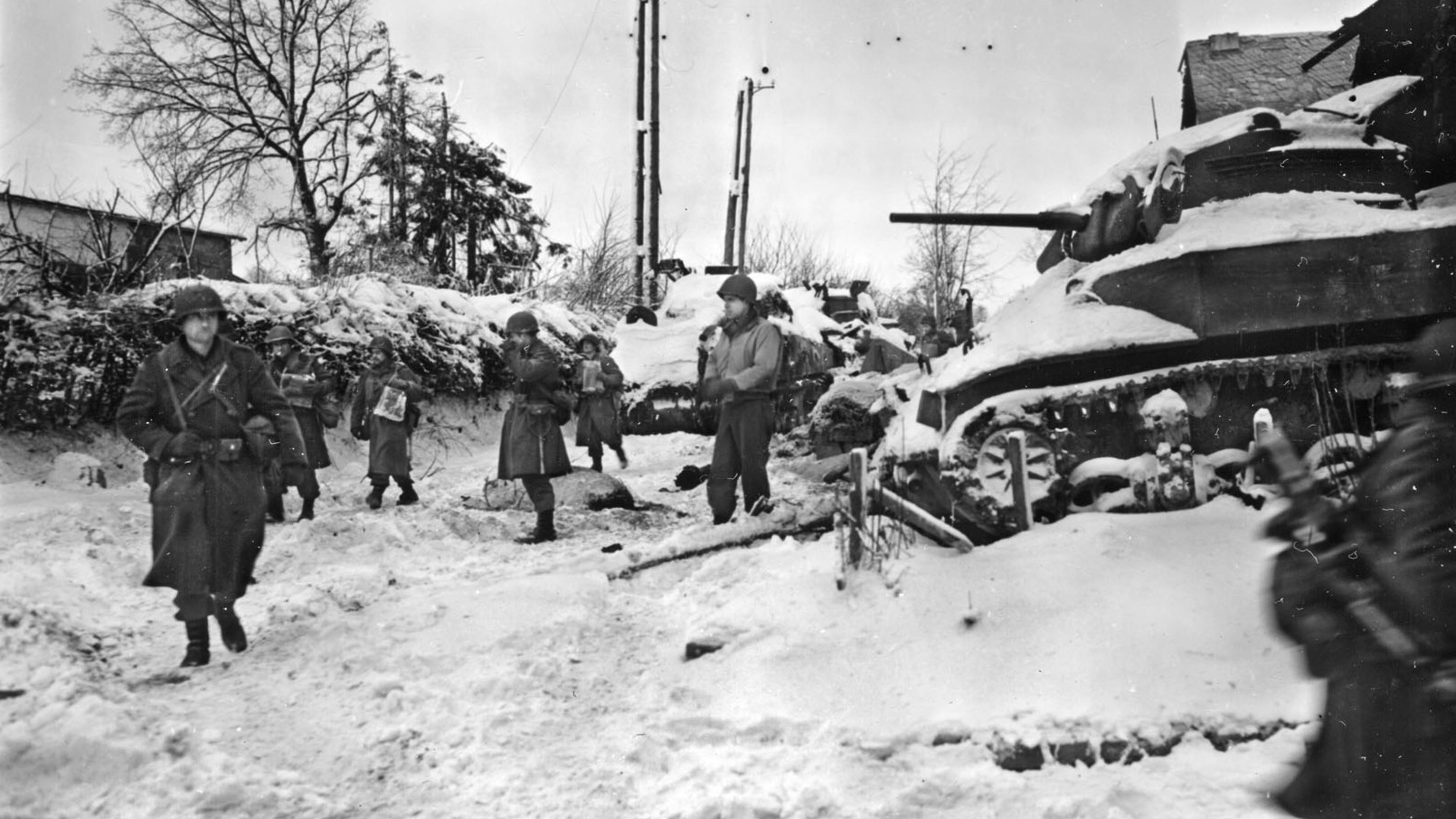
突出部之役期间的美军

德国在1940年入侵比利时，并建立了比利时及北法兰西专员辖区来管理。1944年9月，美国、加拿大、英国和其它盟国的军队结束了纳粹对比利时大部分地区的占领。比利时流亡政府在首相于贝尔·皮埃洛的领导下，于9月8日返回比利时。
在12月的突出部之役中，在比利时防守德国反击的美军伤亡超过80,000人。到1945年2月，整个比利时已尽在盟军掌握。
1945年很混乱。皮埃洛辞职了，比利时社会党的阿希尔·范阿克组建了新政府。利奥波德三世回到比利时，但国王问题浮现从而引发了骚乱。比利时人重新控制了自己的国家，但战争尚未结束。

### 1944－1945年：荷蘭
在纳粹占领期间，由阿图尔·赛斯-英夸特领导尼德兰专员辖区来管理荷兰。1944年9月，英国、加拿大和美国的军队解放了荷兰部分地区。但在市场花园行动失败后，荷兰最大的几个城市直到二战欧洲战场的最后几周才得以解放。当年冬天，荷兰被占领区遭受了饥荒。英美军队于1945年3月23日渡过莱茵河，加拿大军队随后从东面进入荷兰。被留在荷兰的德军于5月5日投降，该日被称为荷兰的解放日。威廉明娜女王于5月2日返回荷兰。1946年举行了大选，产生了由路易斯·比尔领导的新政府。

### 1944－1945年：菲律賓

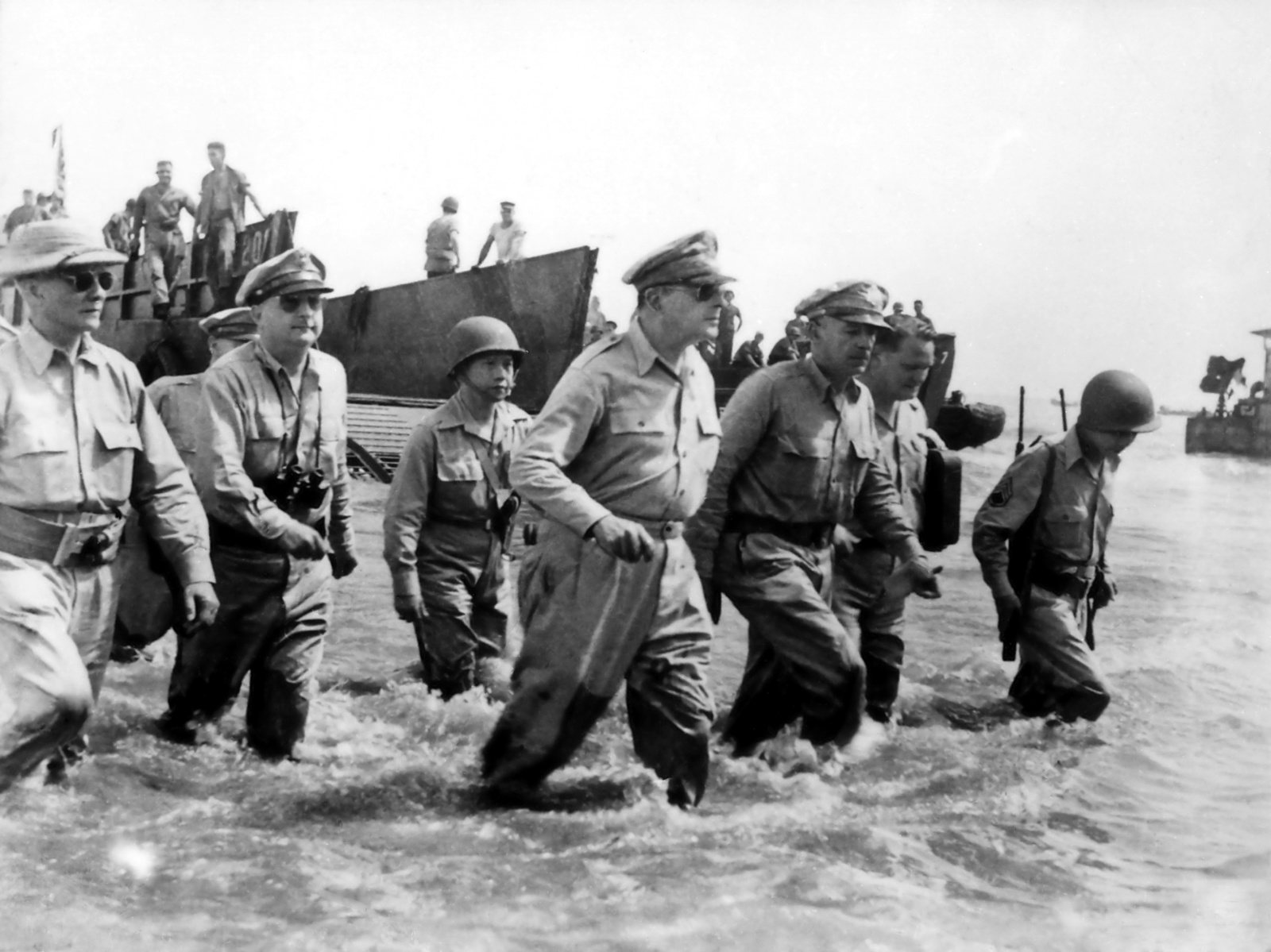
1944年10月20日，道格拉斯·麦克阿瑟将军、塞尔吉奥·奥斯米纳总统和工作人员在莱特岛帕洛登陆

1944年美国登陆，结束了日本对菲律宾的占领。日本战败后，美国兑现了承诺，认可菲律宾独立。塞尔吉奥·奥斯米纳恢复组建了菲律宾自由邦政府，在1946年负责监督向拥有完全主权的菲律宾第三共和国的民主过渡。

### 1945－1955年：奧地利
1938年，奥地利并入德国，史称德奥合并。作为德国公民，许多奥地利人在二战期间是站在德国一边的。盟军胜利后，将奥地利视为纳粹侵略的受害者，而非实施者。美国的马歇尔计划也对奥地利提供了援助。
1955年的《奥地利国家条约》将奥地利重新确立为一个自由、民主的主权国家。该条约由美、苏、英、法的代表签署，确定了所有占领军的撤离，并保证奥地利在冷战中保持中立。